# Andrew Cray
Andrew S. Cray (11 de junio de 1986 - 28 de agosto de 2014) fue una figura política y activista de los derechos LGBT estadounidense. Cray jugó un papel central en asegurar nuevas protecciones contra la discriminación LGBTIQ a nivel nacional como parte de la Ley de Atención Médica Asequible, asociándose con la Casa Blanca y el Departamento de Salud y Servicios Humanos para crear la iniciativa Out2Enroll para conectar a las personas LGBTIQ con opciones de cobertura de seguro médico, ayudando con la aprobación de la Ley HOPE para hacer que la donación y el trasplante de órganos sean más accesibles para las personas con VIH, y la redacción de nuevas disposiciones que aborden las necesidades de los jóvenes LGBTIQ para la Ley de Jóvenes Fugitivos y Sin Hogar.

## Biografía
Andrew Cray nació en Chippewa Falls, Wisconsin, y fue hijo de Steven y Ardis Cray. Fue el mejor alumno de la promoción de 2004 de la escuela secundaria Chippewa Falls Además de obtener altas calificaciones académicas, era un músico multiinstrumentista que tocaba la batería, el clarinete, el teclado y el trombón. Cray fue director estudiantil de la banda de conciertos de la escuela y recibió el premio John Philip Sousa.
Después de la secundaria, recibió su licenciatura de la Universidad Northwestern y su título de doctor en Derecho de la Facultad de Derecho de la Universidad de Michigan. Durante su estancia en Northwestern, Cray fue el presidente de activismo de Rainbow Alliance.

## Carrera
Después de salir del armario como hombre transgénero durante la universidad, Cray comenzó su carrera como abogado y analista de políticas en la Coalición Nacional para la Salud LGBT, donde se desempeñó como investigador principal y autor del informe integral de la coalición sobre la salud de los veteranos LGBTIQ. Cray se desempeñó como miembro de derecho en el Grupo de Trabajo Nacional LGBTQ en 2009, donde se le asignó la tarea de redactar recomendaciones para su inclusión en la legislación de reforma de salud que se está debatiendo en el Congreso de los Estados Unidos. Luego, Cray se convirtió en miembro de políticas y leyes de salud en el Centro Nacional para la Igualdad Transgénero, donde abogó por el acceso a atención médica asequible y de alta calidad para las personas transgénero. Andrew fue miembro fundador de Trans Legal Advocates of Washington, que capacita a abogados sobre cuestiones legales transgénero y opera clínicas legales gratuitas para clientes trans.
A partir de 2012, Cray se desempeñó como analista de políticas para el Proyecto de Comunicaciones e Investigación LGBTQ del Center for American Progress. La investigación de Cray se centró en la inclusión LGBTIQ y la participación en la implementación estatal de la Ley de Atención Médica Asequible, políticas de seguro médico que mejoran la cobertura para familias LGBTQ, recopilación de datos inclusiva LGBTQ y jóvenes LGBTQ. Cray encabezó los esfuerzos para obtener pólizas de seguro médico que incluyan a las personas transgénero en varios estados de EE. UU. y el Distrito de Columbia. Entre su trabajo en políticas federales, Cray desempeñó un papel fundamental como fundador de Out2Enroll, una iniciativa nacional que conecta a las personas LGBTQ y sus familias con opciones de cobertura de seguro médico.
Cray participó en un evento en la Casa Blanca para celebrar la inscripción de más de 8 millones de personas en un seguro médico tras la implementación de la Ley del Cuidado de Salud a Bajo Precio. Paulette Aniskoff, directora de la Oficina de Participación Pública de la Casa Blanca, dijo que las contribuciones de Cray a la Ley de Atención Médica Asequible fueron fundamentales para la implementación exitosa de la ley.

## Vida personal y fallecimiento
En agosto de 2014, Cray se casó con la futura senadora estatal Sarah McBride después de recibir un diagnóstico de cáncer terminal. El obispo episcopal Gene Robinson presidió la ceremonia. Cuatro días después de su boda, Cray falleció de cáncer oral.
Cray era nieto del fallecido Seymour Cray, ingeniero eléctrico estadounidense y fundador de Cray Research.

## Legado
En octubre de 2014, el presidente Barack Obama premió póstumamente a Cray como «Champion of Change» por sus contribuciones a la salud LGBTQ. En 2014, el Centro Nacional para la Igualdad Transgénero creó una beca y premio en derecho en honor a Cray. En 2017, se creó un fondo de becas a nombre de Cray para apoyar oportunidades postsecundarias para jóvenes LGBTQ en Wisconsin.